# Vernonia erigeroides
Vernonia erigeroides là một loài thực vật có hoa trong họ Cúc. Loài này được (DC.) DC. miêu tả khoa học đầu tiên năm 1836.